# Лунка-Ілвей
Лунка-Ілвей (рум. Lunca Ilvei) — комуна у повіті Бистриця-Несеуд в Румунії. До складу комуни входить єдине село Лунка-Ілвей.
Комуна розташована на відстані 336 км на північ від Бухареста, 43 км на північний схід від Бистриці, 122 км на північний схід від Клуж-Напоки.

## Населення
За даними перепису населення 2002 року у комуні проживали 3287 осіб.
Національний склад населення комуни:
| Національність | Кількість осіб | Відсоток |
| -------------- | -------------- | -------- |
| румуни         | 3282           | 99,8%    |
| угорці         | 3              | 0,1%     |
| турки          | 1              | < 0,1%   |

Рідною мовою назвали:
| Мова      | Кількість осіб | Відсоток |
| --------- | -------------- | -------- |
| румунська | 3285           | 99,9%    |
| турецька  | 1              | < 0,1%   |

Склад населення комуни за віросповіданням:
| Релігія            | Кількість осіб | Відсоток |
| ------------------ | -------------- | -------- |
| православні        | 3015           | 91,7%    |
| п'ятдесятники      | 80             | 2,4%     |
| баптисти           | 62             | 1,9%     |
| адвентисти         | 17             | 0,5%     |
| греко-католики     | 13             | 0,4%     |
| бретрени           | 7              | 0,2%     |
| не релігійні       | 5              | 0,2%     |
| реформати          | 4              | 0,1%     |
| римо-католики      | 1              | < 0,1%   |
| не вказали релігію | 1              | < 0,1%   |

## Зовнішні посилання
- Дані про комуну Лунка-Ілвей на сайті Ghidul Primăriilor [Архівовано 9 серпня 2012 у Wayback Machine.]